# GhostBSD
GhostBSD — Unix-подібна операційна система, орієнтована на настільні системи, побудована на базі TrueOS, з MATE офіційним середовищем робочого столу (GNOME - попереднє середовище робочого столу)  або Xfce як середовище підтримуване спільнотою. Вона має на меті бути простою в монтажі та користуванні, готовою до використання. Мета проєкту - поєднати безпеку, конфіденційність, стабільність, зручність використання, відкритість, свободу та безкоштовність.
Підтримується як робота в Live-режимі, так і встановлення на твердотільній жорсткий диск (використовується власний інсталятор ginstall, написаний на мові програмування Python).  Для встановлення та вилучення додаткових програм до складу дистрибутиву входить GTK-інтерфейс до pkg — Bxpkg, пакунки встановлюються типово з власного репозиторія.
До GhostBSD 18.10 проєкт базувався на FreeBSD. У травні 2018 року було оголошено, що майбутні версії операційної системи будуть базуватися на TrueOS. [2]
Починаючи з версії 4.0 компілятором за замовчуванням замість gcc є clang.

## Рекомендовані вимоги до заліза
- 64-bit процесор
- 4 GB of RAM
- 30 GB вільного місця на жорсткому диску для системи
- Мережева карта
- Звукова карта
- Відеокарта